# (20234) Billgibson
(20234) Billgibson (1998 AV9) – planetoida z grupy pasa głównego asteroid okrążająca Słońce w ciągu 3,2 lat w średniej odległości 2,17 j.a. Odkryta 6 stycznia 1998 roku.